# Поп Юрій Іванович
По́п Ю́рій І́ванович — український та радянський історик, Доктор історичних наук, професор, відмінник освіти України.

## Біографія
Народився в с. Страбичово Мукачівського району на Закарпатті.
1950 року закінчив місцеву семирічку, а 1953 року — отримав повну середню освіту у Мукачівській середній школі № 16.
У 1959-1964 роках був студентом історичного факультету Ужгородського державного університету, після чого працював учителем історії і суспільствознавства на Рівненщині, Закарпатті та Одещині.
У 1971-1973 роках був аспірантом кафедри Нової і новітньої історії в Одеському державному університеті імені І. І. Мечнікова.
З листопада 1973 року викладав у Вінницькому державному педагогічному університеті імені Михайла Коцюбинського, згодом очолював кафедру всесвітньої історії. 
Кандидатську захистив у листопаді 1976 року. У березні 1997 року в ЧДУ ім. Ю. Федьковича захистив дисертацію на тему: «Ідейний розвиток чеського робітничого руху в кінці XIX — на початку XX століття (1890-1918 роки)» на отримання ступіню Доктор історичних наук. Від березня 2003 року — професор.
1 квітня 2015 року професор Юрій Іванович припинив свою трудову діяльність у Вінницькому державному педагогічному університеті імені Михайла Коцюбинського у зв’язку з виходом на пенсію.

## Науковий доробок
Сфера наукових інтересів — слов'янознавство, історія країн Європи, Азії, Африки, світоглядний аналіз глибинних рушіїв цивілізаційних і модернізаційних процесів. Автор понад 100 наукових публікацій, серед яких видання:
- Ідейний розвиток чеського робітничого руху в кінці XIX — на початку XX століття (1890-1918 роки): автореферат дис. // Чернівецький державний університет імені Юрія Федьковича. — Чернівці, 1996. — 44 с.
- Чеський робітничий і соціалістичний рух в 90-х роках ХІХ ст. — Вінниця : [б.в.], 1996. — 92 с.
- Чеський робітничий рух на початку ХХ століття (1900-1914 роки) // Вінницький державний педагогічний університет імені Михайла Коцюбинського. Кафедра всесвітньої історії. — Вінниця : [б.в.], 1996. — 102 с.
- Ідейний розвиток чеського робітничого руху в роки першої світової війни // Вінницький державний педагогічний університет імені Михайла Коцюбинського. Кафедра всесвітньої історії. — Вінниця : [б.в.], 1996. — 95 с.
- Нова історія країн Азії і Африки (XVI — початок ХХ ст.): підручник. — Київ : Академія, 2012. — 376 с.